# Изомерия атомных ядер
Изомери́я а́томных я́дер — явление существования у ядер атомов метастабильных (изомерных) возбуждённых состояний с достаточно большим временем жизни.
Изомерные состояния отличаются от обычных возбуждённых состояний ядер тем, что вероятность перехода во все нижележащие состояния для них сильно подавлена правилами запрета по спину и чётности. В частности, подавлены переходы с высокой мультипольностью (то есть большим изменением спина, необходимым для перехода в нижележащее состояние) и малой энергией перехода. Иногда появление изомеров связано с существенным различием формы ядра в разных энергетических состояниях (как у 180Hf).
Изомеры обозначаются буквой m (от англ. metastable) в индексе массового числа (например, 80mBr). Если нуклид имеет более одного метастабильного возбуждённого состояния, они обозначаются в порядке роста энергии буквами m, n, p, q и далее по алфавиту, либо буквой m с добавлением номера: m1, m2 и т. д.
Наибольший интерес представляют метастабильные изомеры с временами полураспада от 10−6 сек до многих лет.

## История
Понятие изомерии атомных ядер возникло в 1921 году, когда немецкий физик О. Ган, изучая бета-распад тория-234, известного в то время как «уран-X1» (UX1), открыл новое радиоактивное вещество «уран-Z» (UZ), которое ни по химическим свойствам, ни по массовому числу не отличалось от известного уже «урана-X2» (UX2), однако имело другой период полураспада. В современных обозначениях, UZ и UX2 соответствуют изомерному и основному состояниям изотопа 234Pa. В 1935 году Б. В. Курчатовым, И. В. Курчатовым, Л. В. Мысовским и Л. И. Русиновым был обнаружен изомер искусственного изотопа брома 80Br, образующийся наряду с основным состоянием ядра при захвате нейтронов стабильным 79Br. Через три года под руководством И. В. Курчатова было установлено, что изомерный переход брома-80 происходит в основном путём внутренней конверсии, а не испусканием гамма-квантов. Всё это положило основу систематического изучения данного явления. Теоретически ядерная изомерия была описана Карлом Вайцзеккером в 1936 году.

## Физические свойства
Время жизни изомерных состояний превышает доли микросекунды (и может измеряться годами), тогда как типичное время жизни неизомерных возбуждённых состояний — порядка пикосекунд и меньше. Никакой природной разницы, кроме времени жизни, между теми и другими нет: граница между изомерными и неизомерными возбуждёнными состояниями ядра — вопрос соглашения. Так, в справочнике по свойствам изотопов Nubase1997 к изомерам отнесены возбуждённые состояния с периодом полураспада более 1 мс, тогда как в более новых версиях этого справочника Nubase2003, Nubase2016 и Nubase2020 к ним добавлены состояния с периодом полураспада около 100 нс и более. На 2020 год известны всего 3340 нуклидов, из них 1938 нуклидов имеют одно или более изомерных состояний с периодом полураспада, превышающим 100 нс.
Распад изомерных состояний может осуществляться путём:
- изомерного перехода в основное состояние (испусканием гамма-кванта или посредством внутренней конверсии);
- альфа-распада;
- бета-распада и электронного захвата;
- спонтанного деления (для тяжёлых ядер);
- излучения протона (для высоковозбуждённых изомеров).

Вероятность конкретного варианта распада определяется внутренней структурой ядра и его энергетическими уровнями (а также уровнями ядер — возможных продуктов распада).
В некоторых областях значений массовых чисел существуют т. н. острова изомерии (в этих областях изомеры встречаются особенно часто). Это явление объясняется оболочечной моделью ядра, которая предсказывает существование в нечётных ядрах энергетически близких ядерных уровней с большим различием спинов, когда число протонов или нейтронов близко к магическим числам.

## Некоторые примеры
- Изомер тантала-180 (180mTa) — единственный стабильный (в пределах чувствительности современных методик) изомер. В отличие от радио- или космогенных короткоживущих радионуклидов, он существует в земной коре с момента её формирования, встречаясь в естественном тантале в соотношении 1 к 8300. Хотя 180mTa теоретически может распадаться как минимум тремя путями (изомерный переход, бета-минус-распад, электронный захват), ни один из них экспериментально не был обнаружен; нижнее ограничение на его период полураспада — 4,5⋅1016 лет. В то же время основное состояние 180Ta бета-активно с периодом полураспада 8,154(6) часа[10]. Спин и чётность основного состояния равны 1+, изомера — 9−[10]. Ввиду высокой разности спинов состояний и близости их энергий (изомерный уровень лежит выше основного состояния на 75,3(14) кэВ[10]) изомерный переход чрезвычайно сильно подавлен. 180mTa, как и любой другой ядерный изомер, теоретически может быть искусственно переведён в основное состояние посредством вынужденного излучения, при облучении гамма-квантами с энергией, в точности равной разности энергий возбуждённого и основного состояний, однако экспериментально такие переходы пока не наблюдались.

- В природном радиоактивном ряду урана-238 присутствует изомер протактиния-234 234mPa (период полураспада 1,159(11) минуты[10]).

- У ядра урана-235 обнаружен очень низколежащий метастабильный уровень 235mU (период полураспада 25,7(1) минуты[10]), отстоящий от основного уровня лишь на 76,7(1) электронвольта[10].

- Изомер тория-229 229mTh имеет исключительно низкую энергию возбуждения 8,355733554021(8) эВ, при его распаде в основное состояние испускается гамма-квант, имеющий длину волны 148,3821(5) нм и попадающий в диапазон вакуумного ультрафиолета. Период полураспада этого рекордно низколежащего уровня, в отличие от большинства радиоактивных распадов, сильно зависит от окружения: в кристалле фторида кальция время жизни уровня составляло 630(15) с, тогда как в виде ионов Th3+ в вакууме этот изомер распадался с временем жизни 1400+600
−300 с, что объясняется большей плотностью состояний фотонов, пропорциональной кубу показателя преломления, в среде по сравнению с вакуумом. Использование этого ядерного перехода при распаде изомера в основное состояние может значительно улучшить точность измерения времени позволив создать ядерные часы[англ.], на несколько порядков превосходящие по точности атомные часы[11][12][13][14].

- Изомер гафния-178 178m2Hf со спином и чётностью 16+ имеет период полураспада 31(1) год[10] (индекс 2 в обозначении 178m2Hf означает, что существует также более низколежащий изомер 178m1Hf). Энергия возбуждения 178m2Hf максимальна среди изомеров с периодом полураспада больше года. Три килограмма чистого 178m2Hf содержит примерно 4 ТДж энергии, что эквивалентно килотонне тротила. Вся эта энергия высвобождается в виде каскадных гамма-квантов и конверсионных электронов с суммарной энергией по 2446,09(8) кэВ на ядро. Как и с 180mTa, идёт обсуждение возможности искусственного перевода 178m2Hf в основное состояние. Полученные (но неподтверждённые в других экспериментах) результаты говорят об очень быстром освобождении энергии (мощность порядка эксаватт). Теоретически изомеры гафния могут быть использованы как для создания гамма-лазеров, устройств хранения энергии, так и для разработки довольно мощного ядерного оружия, не создающего радиоактивного заражения местности. Тем не менее, перспективы здесь остаются в целом довольно туманными, поскольку ни экспериментальные, ни теоретические работы по данному вопросу не дают однозначных ответов, а наработка макроскопических количеств 178m2Hf, при современном развитии техники, практически недоступна[15].

- Изомер иридия-192 192m2Ir со спином и чётностью предположительно 11− имеет период полураспада 241(9) год и энергию возбуждения 168,14(12) кэВ[10]. Иногда его предлагается использовать для тех же целей, что и изомер гафния-178 178m2Hf.

- Наибольшее известное количество изомеров (по шесть штук, не считая основного состояния) обнаружено у изотопов иттрия-98 (98Y), лютеция-174 (174Lu), тантала-179 (179Ta) и радия-214 (214Ra)[10].